# Abyrtake
Abyrtake (gr. άβυρτάκη) – luksusowa starożytna przyprawa w formie sosu do potraw głównych (ciasta, chleb), stosowana w kuchni i medycynie greckiej. Sos miał pochodzenie medyjskie lub perskie, skąd trafił do Grecji. Nie stanowił podstawy diety, lecz jej dodatek.
Leksykon Focjusza opisuje przyprawę w następujący sposób:

Sos z grupy hypotrimma przygotowywany ze składników o ostrym smaku, mianowicie z rzeżuchy, czosnku, gorczycy i rodzynek, który podawano w przypadkach biegunek.

Tę samą grupę przypraw (hypotrimma) o kwaśnej nucie smakowej (dodawano ocet winny) opisywali również Apicjusz i Hezychiusz.